# Foguete ar-ar

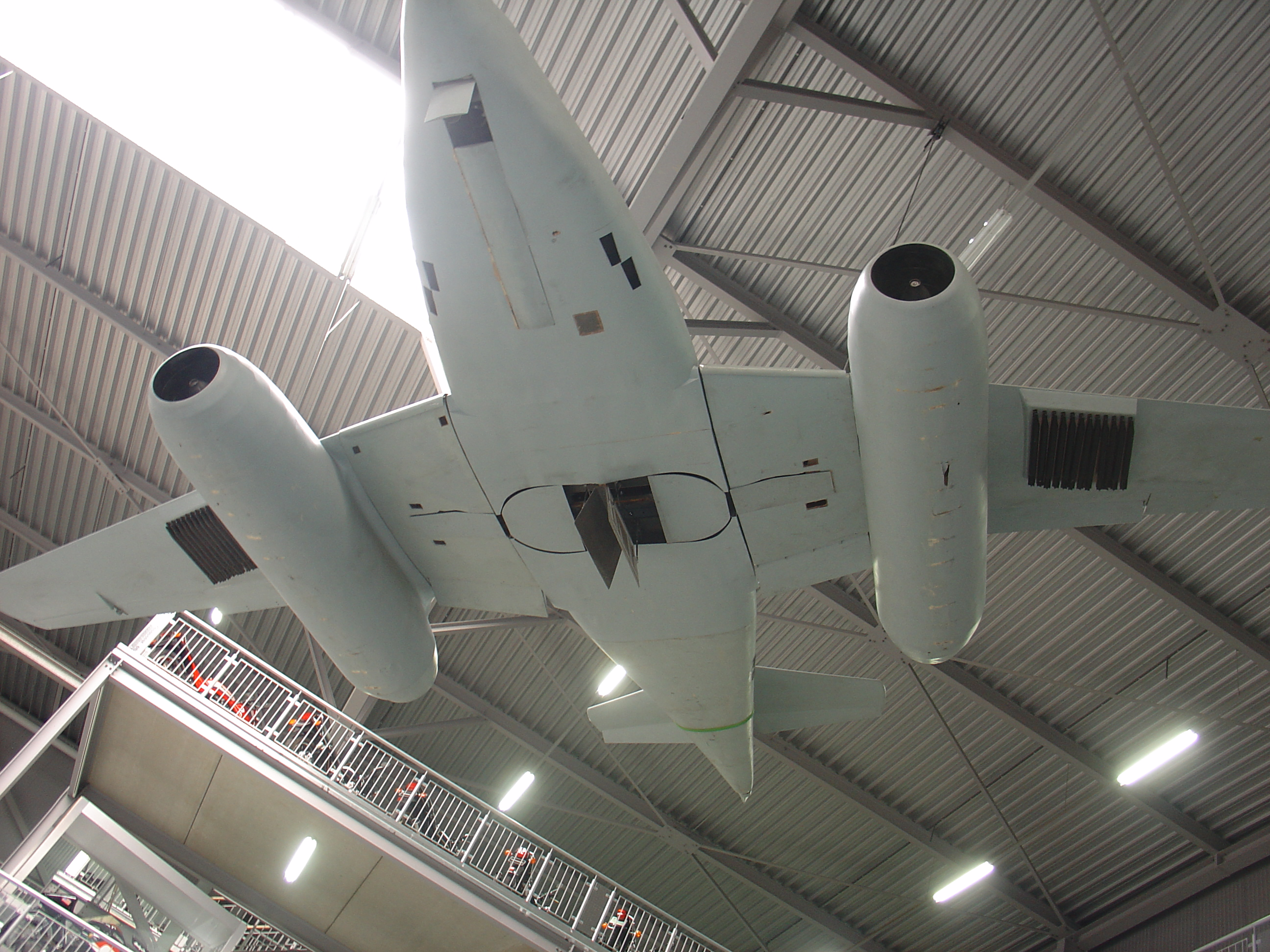
Um Me 262 com foguetes R4M instalados sob as asas.

Um foguete ar-ar ou foguete de interceptação aérea, é um projétil não guiado, disparado de uma aeronave para atingir um alvo em voo. Eles foram usados de maneira incipiente na Primeira Guerra Mundial e mais tarde, começaram a ser usados mais seriamente na Segunda Guerra Mundial.